# Tétrahectogone
Un tétrahectogone[réf. nécessaire] est un polygone à 400 sommets, donc 400 côtés et 79 400 diagonales.
La somme des angles internes d'un 400-gone non croisé vaut 71 640 degrés.

## 400-gones réguliers
Un 400-gone régulier est un 400-gone dont les côtés ont même longueur et dont les angles internes ont même mesure. Il y en a 80 : 79 étoilés (notés {400/k} pour k impair de 3 à 199 sauf les multiples de 5) et un convexe (noté {400}). C'est de ce dernier qu'il s'agit lorsqu'on dit « le 400-gone régulier ».

## Caractéristiques du 400-gone régulier
Chacun des 400 angles au centre mesure {\displaystyle {\frac {360^{\circ }}{400}}=0{,}9^{\circ }} et chaque angle interne mesure {\displaystyle {\frac {71\,640^{\circ }}{400}}=179{,}1^{\circ }}.
Si a est la longueur d'une arête :
- le périmètre vaut {\displaystyle P=400\,a} ;
- l'aire vaut {\displaystyle A=100\,a^{2}\cot \left({\frac {\pi }{400}}\right)} ;
- l'apothème vaut {\displaystyle H={\frac {2\,A}{P}}={\frac {a}{2}}\cot \left({\frac {\pi }{400}}\right)} ;
- le rayon vaut {\displaystyle R={\frac {H}{\cos \left({\frac {\pi }{400}}\right)}}={\frac {a}{2\sin \left({\frac {\pi }{400}}\right)}}}.